# Springspitsmuizen
Springspitsmuizen (Macroscelididae) zijn een familie van zoogdieren uit de orde Macroscelidea. De wetenschappelijke naam van de familie werd voor het eerst beschreven door Karel Lucien Bonaparte 1838. Het zijn gewoonlijk kleine, muisachtige diertjes die een onopvallende grijze tot bruine kleur hebben. De grootste soorten hebben het formaat van een rat. Sommige soorten hebben bontere kleuren zoals zwart met oranjegeel. Alle soorten worden gekenmerkt door hun opvallende, slurfachtige snuit. Deze is zeer gevoelig en uiterst wendbaar; de snuit wordt gebruikt om in de bodem te sporen naar prooidiertjes. Alle soorten zijn bodembewoners die zich met hun verlengde achterpoten relatief snel kunnen verplaatsen waarbij ze kleine sprongen maken.
De verschillende soorten komen uitsluitend voor in Afrika, behalve in grote delen van het westen en het noordoosten van het continent. De habitat bestaat uit droge omgevingen; sommige soorten zijn echter in vochtige omgevingen te vinden zoals regenwouden. Springspitsmuizen zijn insecteneters die soms ook grotere dieren buitmaken. Van veel soorten is bekend dat ze ook plantaardig materiaal eten zoals bessen of zaden.
Belangrijke vijanden zijn grote zoogdieren, slangen en roofvogels. De vrouwtjes krijgen slechts enkele jongen per worp, maar deze zijn al volledig ontwikkeld en gaan binnen enkele dagen hun eigen weg.
De plaats van de dieren binnen de zoogdieren is lange tijd onduidelijk geweest. Vroeger werden de springspitsmuizen tot de insecteneters (Eulipotyphla) gerekend maar tegenwoordig hebben ze een eigen orde gekregen: de Macroscelidea. De oudste fossielen dateren uit het Eoceen; tegenwoordig worden er twintig soorten erkend die verdeeld zijn in zes geslachten.

## Naamgeving
De wetenschappelijke naam van de familie werd voor het eerst voorgesteld door Karel Lucien Bonaparte in 1838. De naam van de orde Macroscelidea werd in 1956 geopperd door Percy M. Butler.
Springspitsmuizen worden ook olifantspitsmuizen of slurfspitsmuizen genoemd. Daarnaast wordt de naam sengi's gebruikt. Deze naam is afkomstig uit de Afrikaanse Bantoetalen.
De alternatieve naam 'olifantspitsmuizen' slaat op de vorm van de snuit; deze benaming wordt ook gebruikt voor het geslacht Elephantulus. De bepaling 'slurfspitsmuizen' wordt specifiek gebruikt voor het geslacht Macroscelides.
De naam springspitsmuizen slaat op de huppelende manier van lopen. De dieren kunnen echter niet zo goed springen als de jerboa's die doen denken aan kleine kangoeroes. Ondanks de naam behoren de dieren niet tot de spitsmuizen maar vormen een geheel eigen orde binnen de zoogdieren.
In andere talen verwijst de triviale naam vaak naar de opvallende snuit, voorbeelden zijn het Duitse 'rüsselspringer' (slurfspringer), het Engelse 'elephant shrew' (olifant spitsmuis) en het Franse 'musaraignes à trompe' (geslurfde spitsmuizen).

## Verspreiding en habitat

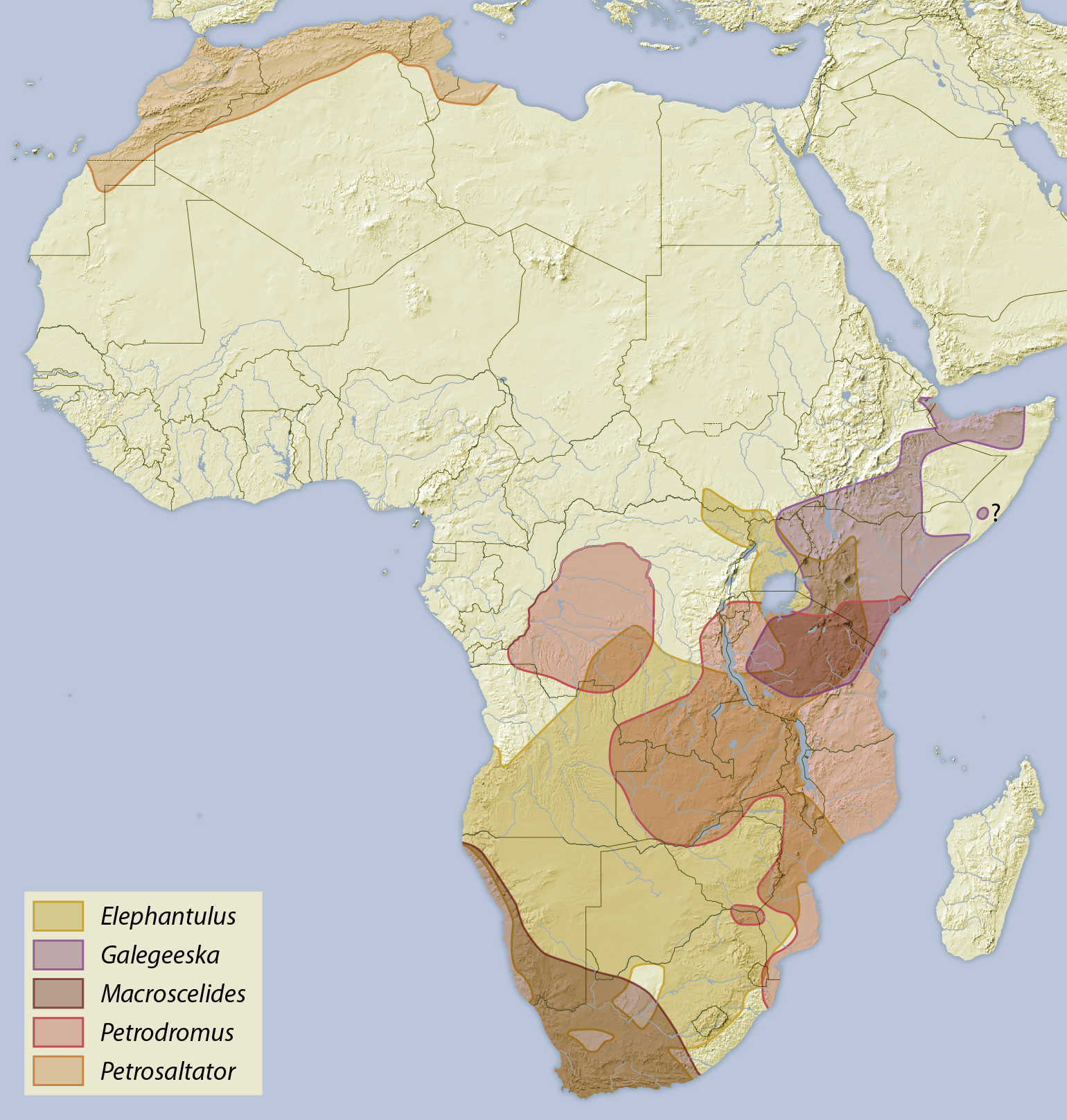
Verspreidingsgebieden van de verschillende geslachten in Afrika.

Springspitsmuizen leven vooral in centraal, oostelijk en zuidelijk Afrika, van Soedan en de Congo-Kinshasa tot in Zuid-Afrika. Eén soort, de Noord-Afrikaanse olifantspitsmuis, komt in Noordwest-Afrika voor, van Marokko tot Libië. De meeste soorten leven ten zuiden van de Sahara. In westelijk Afrika echter wordt geen enkele vertegenwoordiger aangetroffen. De verschillende soorten komen voor in de landen Algerije, Angola, Botswana, Congo-Kinshasa, Ethiopië, Kenia, Libië, Malawi, Marokko, Mozambique, Namibië, Oeganda, Rwanda, Soedan, Somalië, Swaziland, Tanzania, Tunesië, Westelijke Sahara, Zambia, Zimbabwe en Zuid-Afrika. Het gevlekt slurfhondje (Rhynchocyon cirnei) komt daarnaast mogelijk ook voor in de Centraal-Afrikaanse Republiek.
Sommige soorten hebben een enorm verspreidingsgebied maar er zijn ook soorten met een beperkt areaal. Rhynchocyon udzungwensis bijvoorbeeld heeft – voor zover bekend – een klein verspreidingsgebied van ongeveer 200 vierkante kilometer. Het leefgebied van Macroscelides micus bestaat uit de gestolde, roestkleurige lavabodems van de Etendeka-formatie. Het gevlekte slurfhondje wordt vertegenwoordigd door zes geïsoleerde ondersoorten, waarvan sommige een klein en andere een relatief groot verspreidingsgebied hebben.

### Habitat
Springspitsmuizen bewonen een groot aantal leefgebieden; de habitat is zeer variabel. De verschillende soorten kunnen worden aangetroffen in woestijnen, halfwoestijnen, rotsachtige gebieden, savannes, graslanden, droge bossen en tropische regenwouden. Sommige soorten leven op rotsachtige of met grote stenen bezaaide berghellingen, andere leven in biotopen met een dichte begroeiing op de bodem of een dikke strooisellaag. Rhynchocyon udzungwensis is een typische bosbewoner, die ook gevonden wordt in bamboestruiken.
De hoogteverspreiding is niet van iedere soort bekend en waar deze wel bekend is verschilt de hoogte per soort. Rhynchocyon udzungwensis heeft een zeer variabele verspreiding en komt voor van een hoogte van 400 tot 2300 meter boven zeeniveau. Macroscelides micus heeft een veel engere hoogteverspreiding van 400 tot 800 meter boven zeeniveau. Elephantulus pilicaudus komt alleen voor boven 1300 meter en de Noord-Afrikaanse olifantspitsmuis (Elephantulus rozeti) is een uitgesproken bergbewoner die tot op een hoogte van 2750 meter kan worden aangetroffen rond de bergtoppen van het Atlasgebergte.

## Kenmerken

### Uiterlijk

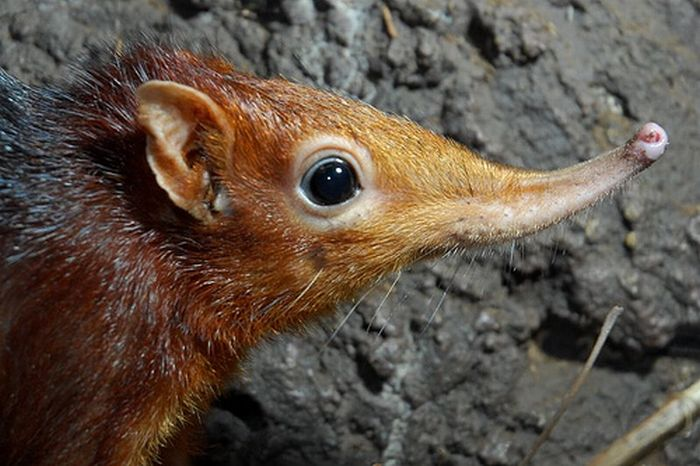
Alle soorten hebben een slurf-achtige snuit, afgebeeld is het steppeslurfhondje (Rhynchocyon petersi).

Springspitsmuizen lijken op spitsmuizen, maar zijn in de regel groter. De kop-romplengte bedraagt 10,5 tot 31,5 centimeter, de staartlengte 8 tot 27 cm. Het gewicht varieert meestal van 25 tot 280 gram. Rhynchocyon udzungwensis is met een gewicht tot 750 gram en een lichaamslengte van maximaal 31,8 centimeter de grootste soort.
De dieren hebben grote, ronde ogen; bij veel soorten komt een lichte oogring voor. Ze hebben daarnaast een typische, spitse snuit, die aan de punt zeer beweeglijk is en op de slurf van slurfdieren lijkt. De neusgaten zijn aan het uiteinde van de snuit gepositioneerd. De oorschelpen zijn verhoudingsgewijs groot en duidelijk zichtbaar.
De kleur van de vacht aan de bovenzijde van het lichaam varieert afhankelijk van de habitat van geelgrijs tot roodbruin; de slurfhondjes en de viertenige olifantspitsmuis hebben daarnaast nog strepen of vlekken. De kleuren imiteren vaak de ondergrond waarop de dieren leven. Het gevlekt slurfhondje vertoont een grote variatie in lichaamskleur en -tekening; dit komt bij zoogdieren maar weinig voor. De onderkant van het lichaam is lichter, meestal wit of lichtgrijs.
Opvallend zijn de lange en zeer slanke poten; de achterpoten zijn langer dan de voorpoten, wat een aanpassing is aan een deels springende voortbeweging. De grote teen en de duim zijn sterk verkleind of ontbreken geheel. Zoals veel andere zoogdieren lopen en staan springspitsmuizen vooral op de tenen of zelfs op de punten van de tenen. De staart is lang en vrijwel onbehaard en lijkt daarmee op die van een rat. Met de uitscheiding van geurklieren aan de onderkant van de staart, op de voetzolen, op de borst en bij de anus markeren ze hun territorium. Vrouwtjes bezitten twee tot drie paren mammae op de buik. De tepels kunnen ook op de huid boven de schouderbladen of op de borst gelegen zijn, afhankelijk van het geslacht.

### Bouw

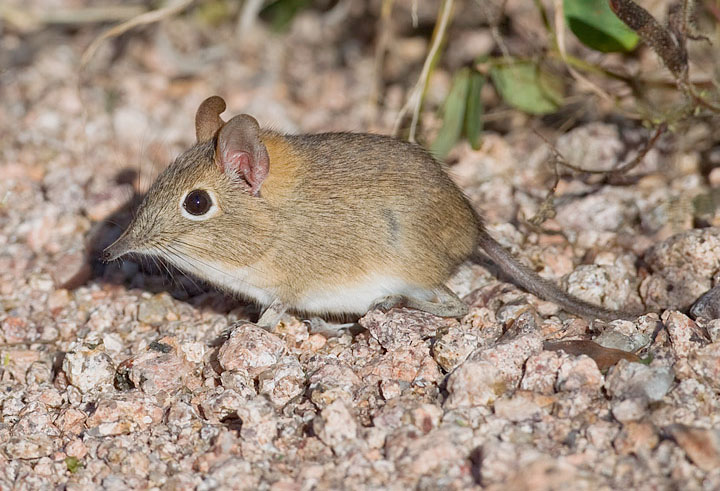
De lichaamskleur is meestal bruin tot grijs, afgebeeld is de Zuid-Afrikaanse olifantspitsmuis (Elephantulus intufi).

Zoals bij de meeste zoogdiergroepen zijn de belangrijkste onderscheidende kenmerken (autapomorfieën) die de status van de springspitsmuizen als aparte orde ondersteunen te vinden in de bouw van het skelet, in het bijzonder van de schedel. In de sterk verlengde achterpoten zijn vooral het kuitbeen, het scheenbeen en de middenvoetsbeenderen lang. De botten in het onderbeen zijn aan de onderkant vergroeid; ook de botten in de onderarm zijn vergroeid of liggen in ieder geval zeer dicht bij elkaar. Springspitsmuizen hebben zeven hals-, dertien borst-, zeven of acht lenden-, drie heiligbeen- en twintig tot achtentwintig staartwervels. De schedel is een typische zoogdierschedel. Het omhulsel van de hersenen is vrij groot en breed.
Tot de belangrijkste kenmerken behoren de zeer complexe bouw van de bulla tympanica, het benen gehoorkapsel, en de zeer grote oogkassen, die aan de achterkant niet volledig door bot zijn afgesloten. Het kaakgewricht ligt zeer hoog. Op de onderkaak bevindt zich een duidelijk, haakvormig processus coronoides. De tandformule bedraagt 0-3.1.4.23.1.4.2-3. De laatste valse kiezen (P4 en p4) zijn breed en worden gebruikt bij het kauwen, de laatste kiezen (M3 en m3) zijn afwezig of minstens sterk gereduceerd. De hoektand in de bovenkaak (C1) is ook breed en lijkt op een kies, behalve bij het goudstuitslurfhondje. Springspitsmuizen hebben, zoals de meeste zoogdieren, als jonge dieren een melkgebit, in plaats waarvan later een permanent gebit wordt gevormd.
Kenmerkende bijzonderheden in de bouw van de weke delen zijn bij springspitsmuizen niet of nauwelijks voorhanden. Opvallend is de grote blindedarm, die bij de vertering van plantaardig voedsel een grote rol speelt. Vrouwtjes bezitten een tweehoornige baarmoeder. Bij mannetjes blijven de teelballen in de buurt van de nieren en verplaatsen zich niet, zoals bij vele andere zoogdieren, naar een positie buiten het lichaam.

## Levenswijze

Natuurlijke habitat van Macroscelides flavicaudatus in de Namibwoestijn. De looppaadjes van de dieren zijn duidelijk zichtbaar.

Springspitsmuizen leven op de bodem en zijn meestal overdag actief, maar wanneer het te heet is of wanneer ze te veel door roofdieren worden aangevallen (predatiedruk), zijn ze ook 's nachts actief. Als rustplaats gebruiken ze kuilen, rotsspleten, holle bomen, termietenheuvels of ook wel verlaten knaagdierholen, omdat ze zelf niet goed kunnen graven. Dergelijke rustplaatsen worden ook als nest gebruikt. Afgezien van enkele soorten van Elephantulus die kleine groepen vormen, leven ze in paren. In een territorium leven meerdere paren vreedzaam samen, maar ze verdedigen het tegen verdere indringers.
Net als kangoeroes kennen ze twee manieren om zich voort te bewegen, een langzame op alle vier de poten en een snelle waarbij ze met alleen de achterpoten grote sprongen maken. Deze manier wordt bijvoorbeeld gebruikt wanneer ze op de vlucht zijn. Ze leggen een deels zeer complex wegensysteem door het onderhout aan, dat in noodgevallen als vluchtweg kan dienen. Ze verzorgen het systeem in paren. Het systeem van paadjes is vaak goed te zien tussen de vegetatie. De dieren kennen de routes zo goed dat ze 's nachts in volle vaart naar hun hol kunnen rennen bij verstoring.

### Voedsel en vijanden
Springspitsmuizen gebruiken hun voorpoten om de bodem om te woelen op zoek naar prooien. De lange snuit wordt gebruikt om voedsel op te sporen.

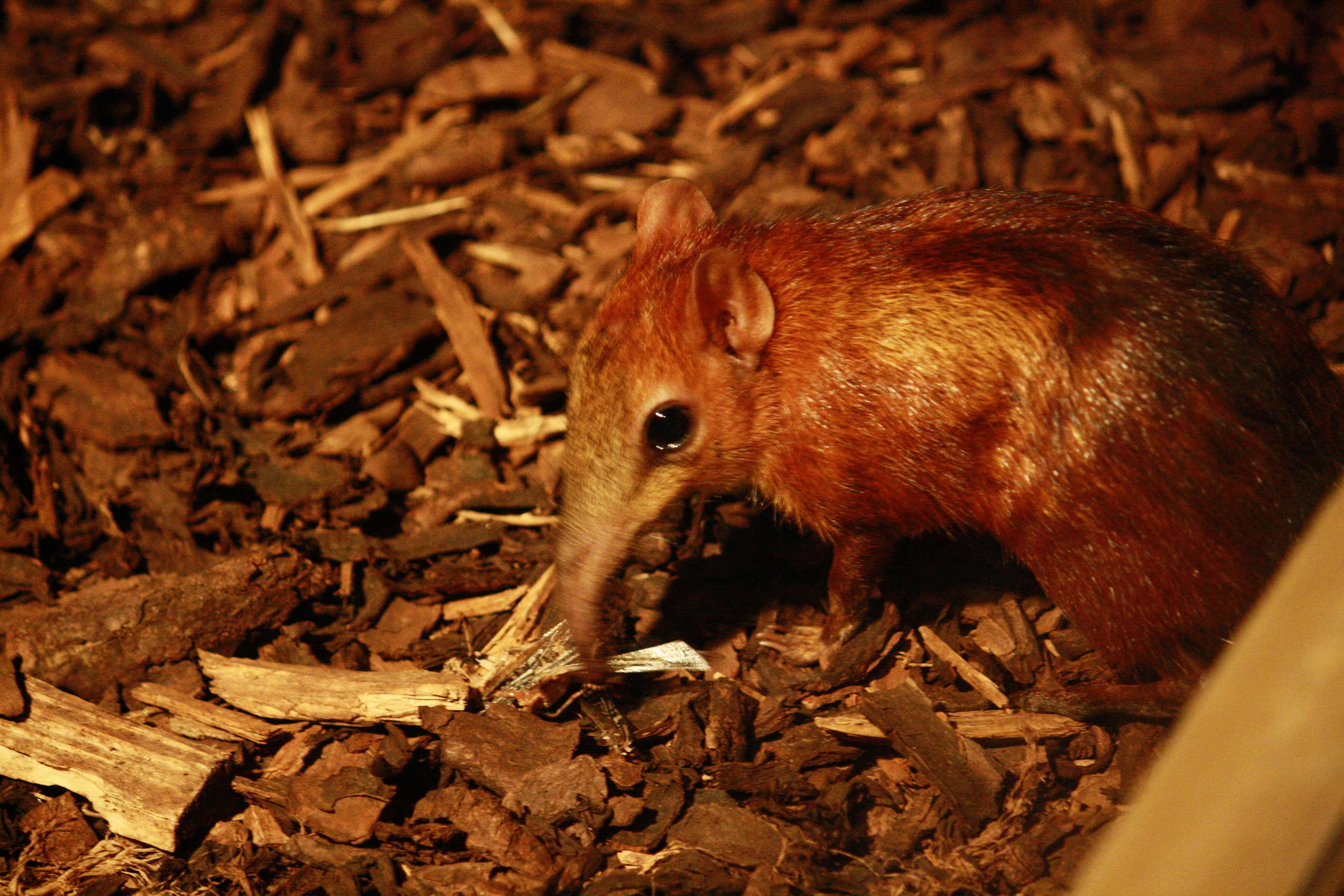
Gevlekt slurfhondje (Rhynchocyon cirnei) eet een sprinkhaan, dierentuin van Praag.

De meeste soorten zijn grotendeels insectivoor en voeden zich voornamelijk met sprinkhanen, termieten en mieren. De grotere soorten jagen ook op kleine gewervelden zoals kleine vogels en eten weekdieren, vooral slakken. Ten slotte worden ook eieren buitgemaakt zoals die van reptielen. Van een aantal is bekend dat ook plantaardig materiaal wordt gegeten. Het kan gaan om wortels, bessen, afgevallen vruchten en zaden.
Bij gevaar worden trommelende geluiden gemaakt door met de poten of de staart op de bodem te slaan. Ook rennende dieren laten bij hun sprongen een trommelachtig geluid horen. Hierdoor worden soortgenoten gewaarschuwd voor een mogelijke vijand. Als de jongen in het nest in gevaar zijn, klemmen ze zich vast aan de tepels van hun moeder. Deze wacht tot alle jongen zich hebben vastgehecht voor ze een veiliger schuilplaats zoekt. Omdat de tepels bij sommige soorten aan de schouders gelegen zijn, hoeft het vrouwtje niet met de jongen over de grond te slepen.
Bekende vijanden van de springspitsmuizen zijn verschillende soorten roofvogels, slangen en grotere zoogdieren zoals vossen. Slangen die op de springspitsmuis jagen zijn onder andere de gabonadder (Bitis gabonica) en Psammophylax rhombeatus. Onder de vogels zijn vooral havikachtigen en uilen geduchte vijanden. Resten van springspitsmuizen worden veel aangetroffen in braakballen, bijvoorbeeld van de kerkuil (Tyto alba) en de Kaapse oehoe (Bubo capensis).
Springspitsmuizen hebben ook te lijden onder ectoparasieten zoals vlooien, mijten, teken en luizen, bijvoorbeeld die uit het geslacht Polyplax. Daarnaast zijn verschillende endoparasieten aangetroffen zoals bloedparasieten en draadwormen.

### Voortplanting en ontwikkeling
Na een draagtijd van zes tot tien weken brengt het vrouwtje een tot twee (soms ook drie of vier) jongen ter wereld. Onder gunstige klimaatomstantigheden zijn de vrouwtjes het hele jaar vruchtbaar en kunnen ze drie tot vier keer per jaar werpen, maar bij springspitsmuizen die op grotere hoogte leven gaat de voortplanting niet het hele jaar door.
De jongen zijn bij de geboorte relatief groot, behaard en goed ontwikkeld. De ogen zijn bij de geboorte vaak al open. Ze zijn nestvlieders en kunnen al kort na de geboorte lopen. De zoogtijd van twee tot drie weken is zeer kort en reeds na vijf tot acht weken zijn de jongen geslachtsrijp. De levensverwachting is niet lang; in het wild zullen weinig dieren ouder dan een of twee jaar worden. Een uitzondering is het goudstuitslurfhondje dat in het wild vier tot vijf jaar oud kan worden.
Een bijzonderheid van sommige soorten olifantspitsmuizen en van de slurfspitsmuis is dat bij de ontwikkeling van de gameten superovulatie voorkomt, waarbij bij de eisprong meerdere eicellen de eierstok verlaten en ook bevrucht worden, maar waarbij slechts twee eicellen ook daadwerkelijk in de baarmoeder ingenesteld worden. Na een worp volgt altijd een nieuwe eisprong.

## Evolutie en systematiek
De verwantschappen van de springspitsmuizen met andere zoogdiergroepen zijn lange tijd omstreden geweest. Ze werden oorspronkelijk in de orde insecteneters (Eulipotyphla) geplaatst, naast dieren als spitsmuizen, mollen en egels. Vanaf de jaren 50 van de twintigste eeuw wordt de familie Macroscelididae in een aparte orde geplaatst: Macroscelidea. Omdat het de enige familie is van de orde, is de Macroscelidea een monotypische groep. In 1975 werd voor het eerst een verwantschap met de haasachtigen gesuggereerd; later werden ook de knaagdieren als verwant beschouwd. Ook werden de dieren binnen de toepaja's of boomspitsmuizen geplaatst, die in delen van Azië leven. Tevens werd een verband gelegd met enkele Australische soorten buidelmuizen, die zowel uiterlijk als wat betreft levenswijze erg op de springspitsmuizen lijken.
De opkomst van genetisch onderzoek veranderde de wetenschappelijke consensus: tegenwoordig worden ze in de Afrotheria geplaatst, een voornamelijk Afrikaanse groep die ook de slurfdieren, zeekoeien, klipdassen, buistandigen en Afrosoricida omvat. De exacte verwantschappen binnen de Afrotheria zijn niet goed bekend; zowel een relatie met de buistandigen, als met de Afrosoricida, en de Paenungulata (slurfdieren, zeekoeien en klipdassen) is gesuggereerd. Analyse van de morfologie van de tanden wijst uit dat de Eocene Aziatische condylarth Microhyus de nauwste verwant is van de springspitsmuizen; de slurfdieren en klipdassen zijn minder nauw verwant.
Net als hun levende verwanten zijn ook fossiele springspitsmuizen alleen uit Afrika bekend. De oudste vertegenwoordiger van de orde, Chambius, stamt uit het Vroeg- tot Midden-Eoceen. Uit het Eoceen zijn ook de primitieve geslachten Metoldobotes, Herodotius en Nementchatherium bekend. De Myohyracinae, die uit het Vroeg- tot Midden-Mioceen bekend zijn, hebben een bijzondere structuur van de kiezen die wijst op een meer plantaardig dieet. Volgens een genetisch onderzoek vond veel van de diversificatie van de springspitsmuizen plaats in het Mioceen en is die diversificatie te correleren met de klimaatveranderingen van die periode.

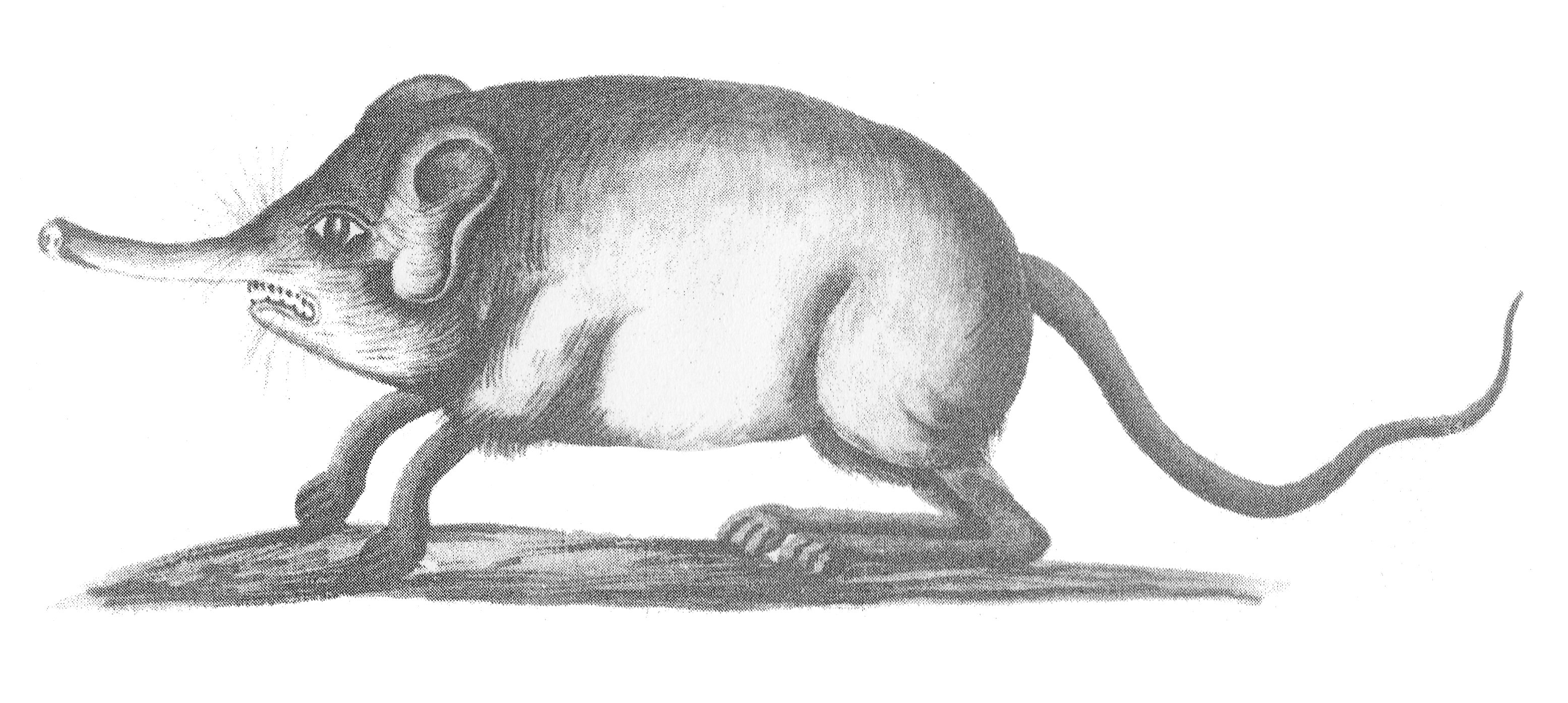
Een van de oudste tekeningen van een springspitsmuis, rond 1685.

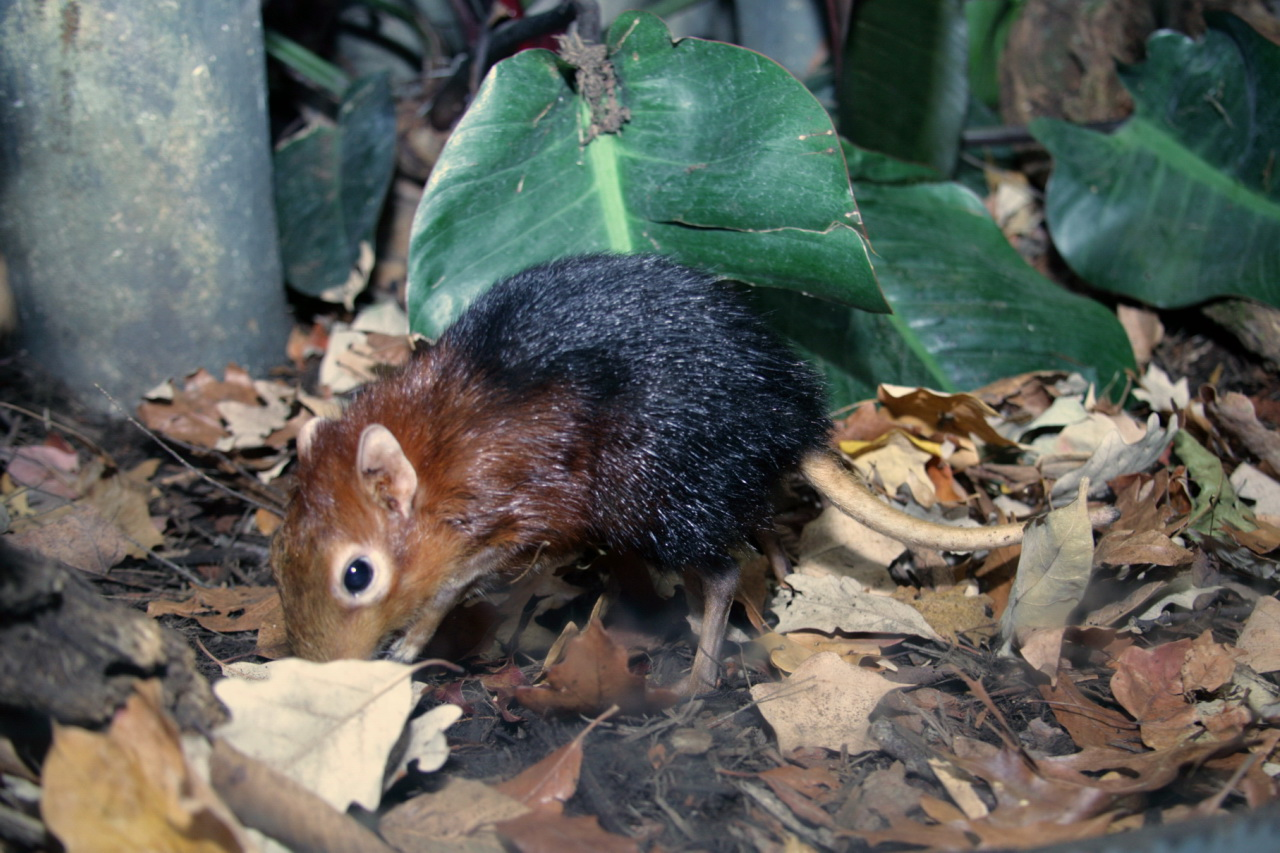
Steppeslurfhondje (Rhynchocyon petersi), foeragerend in de strooisellaag.

### Indeling
De familie wordt als volgt onderverdeeld:
- Familie: Macroscelidae (Springspitsmuizen)
  - Onderfamilie: Herodotiinae †
    - 
      - Geslacht: Chambius † - (Vroeg- tot Midden-Eoceen van Tunesië)
      - Geslacht: Herodotius † - (Laat-Eoceen van Egypte)
      -  Geslacht: Nementchatherium † - (Midden- tot Laat-Eoceen van Algerije)

  - Onderfamilie: Macroscelidinae[10]
    - Tribus: Elephantulini[10]
      -  Geslacht: Elephantulus - (Laat-Plioceen tot heden)

    -  Tribus: Macroscelidini
      - Geslacht: Galegeeska[11]
      - Geslacht: Hiwegicyon † - (Vroeg-Mioceen)
      - Geslacht: Macroscelides (Slurfspitsmuizen) - (Laat-Plioceen tot heden)
      - Geslacht: Palaeothentoides † - (Plioceen)
      - Geslacht: Petrodromus (Rotsspringers) - (Geen fossielen bekend)
      - Geslacht: Petrosaltator[10]
      -  Geslacht: Pronasilio † - (Midden-Mioceen)

  - Onderfamilie: Metoldobotinae †
    - 
      -  Geslacht: Metoldobotes † - (Laat-Eoceen van Egypte)

  - Onderfamilie: Mylomygalinae †
    - 
      -  Geslacht: Mylomygale † - (Laat-Plioceen van Zuid-Afrika)

  - Onderfamilie: Myohyracinae †
    - 
      - Geslacht: Myohyrax † - (Vroeg- tot Midden-Mioceen)
      -  Geslacht: Protypotheroides † - (Midden-Mioceen)

  -  Onderfamilie: Rhynchocyoninae
    - 
      -  Geslacht: Rhynchocyon (Slurfhondjes) - (Vroeg-Mioceen tot heden)

Onder de nog levende springspitsmuizen zijn de slurfhondjes door verschillen in grootte en in de bouw van de tanden het meest afwijkende geslacht. Daarom worden ze in een aparte onderfamilie, Rhynchocyoninae, geplaatst.

### Lijst van moderne soorten
Enkele soorten zijn vrij recentelijk wetenschappelijk beschreven, zoals Elephantulus pilicaudus en Rhynchocyon udzungwensis uit 2008 en Macroscelides micus uit 2014. Het geslacht Petrosaltator is pas sinds 2016 beschreven en het geslacht Galegeeska pas in 2020, de soorten uit deze geslachten behoorden eerder tot het geslacht Elephantulus. In de literatuur worden dergelijke ontwikkelingen nog niet altijd vermeld.
In de onderstaande uitklapbare tabel zijn alle moderne soorten opgenomen met de auteur, hun verspreidingsgebied en – indien beschikbaar – een afbeelding.
| Afbeelding                                                        | Naam                                                                    | Verspreidingsgebied | IUCN-status                                                       |
| Geslacht Olifantspitsmuizen (Elephantulus) Thomas & Schwann, 1906 | Geslacht Olifantspitsmuizen (Elephantulus) Thomas & Schwann, 1906       | Geslacht Olifantspitsmuizen (Elephantulus) Thomas & Schwann, 1906                                                           | Geslacht Olifantspitsmuizen (Elephantulus) Thomas & Schwann, 1906 |
| ----------------------------------------------------------------- | ----------------------------------------------------------------------- | --- | ----------------------------------------------------------------- |
|                                                                   | Elephantulus brachyrhynchus (Kortneusolifantspitsmuis) (A. Smith, 1836) | Angola, Botswana, Congo-Kinshasa, Kenia, Malawi, Mozambique, Namibië, Oeganda, Tanzania, Zambia, Zimbabwe                   |                                                                   |
|                                                                   | Elephantulus edwardii (Kaapse olifantspitsmuis) (A. Smith, 1839)        | Zuid-Afrika |                                                                   |
| Plaats uw zelfgemaakte foto hier                                  | Elephantulus fuscipes (Thomas, 1894)                                    | Congo-Kinshasa, Oeganda, Soedan                                                                                             |                                                                   |
|                                                                   | Elephantulus fuscus (Peters, 1852)                                      | Malawi, Mozambique, Zambia                                                                                                  |                                                                   |
|                                                                   | Elephantulus intufi (Zuid-Afrikaanse olifantspitsmuis) (Smith, 1836)    | Angola, Botswana, Namibië, Zuid-Afrika                                                                                      |                                                                   |
|                                                                   | Elephantulus myurus (Oostelijke rotssengi) Thomas & Schwann, 1906       | Botswana, Mozambique, Zimbabwe, Zuid-Afrika                                                                                 |                                                                   |
|                                                                   | Elephantulus pilicaudus Smit, 2008                                      | Zuid-Afrika |                                                                   |
|                                                                   | Elephantulus rupestris (Klipolifantspitsmuis) (Smith, 1831)             | Namibië, Zuid-Afrika |                                                                   |
| Geslacht Galegeeska Heritage & Rayaleh, 2020                      |                                                                         | |                                                                   |
|                                                                   | Somaliolifantspitsmuis (Galegeeska revoilii) Huet, 1881                 | Somalië |                                                                   |
|                                                                   | Rosse olifantspitsmuis (Galegeeska rufescens) Peters, 1878              | Ethiopië, Kenia, Oeganda, Somalië, Soedan, Tanzania                                                                         |                                                                   |
| Geslacht Slurfspitsmuizen (Macroscelides) Smith, 1829             |                                                                         | |                                                                   |
|                                                                   | Slurfspitsmuis (Macroscelides proboscideus) Shaw, 1800                  | Botswana, Namibië, Zuid-Afrika                                                                                              |                                                                   |
|                                                                   | Macroscelides flavicaudatus Lundholm, 1955                              | Namibië |                                                                   |
|                                                                   | Macroscelides micus Dumbacher, Rathbun, Osborne, Griffin & Eiseb, 2014  | Namibië |                                                                   |
| Geslacht Rotsspringers (Petrodromus) Peters, 1846                 |                                                                         | |                                                                   |
|                                                                   | Viertenige olifantspitsmuis (Petrodromus tetradactylus) Peters, 1846    | Congo-Kinshasa, Kenia, Malawi, Mozambique, Rwanda, Tanzania, Zambia, Zimbabwe, Zuid-Afrika, mogelijk in Angola en Swaziland |                                                                   |
| Geslacht Petrosaltator Dumbacher, Carlen & Rathbun, 2016          |                                                                         | |                                                                   |
|                                                                   | Noord-Afrikaanse olifantspitsmuis (Petrosaltator rozeti) Duvernoy, 1833 | Algerije, Libië, Marokko, Tunesië, Westelijke Sahara                                                                        |                                                                   |
| Geslacht slurfhondjes (Rhynchocyon) Peters, 1847                  |                                                                         | |                                                                   |
|                                                                   | Goudstuitslurfhondje (Rhynchocyon chrysopygus) Günther, 1881            | Kenia |                                                                   |
|                                                                   | Gevlekt slurfhondje (Rhynchocyon cirnei) Peters, 1847                   | Congo-Kinshasa, Malawi, Mozambique, Tanzania, Zambia                                                                        |                                                                   |
|                                                                   | Steppeslurfhondje (Rhynchocyon petersi) Bocage, 1880                    | Kenia, Tanzania |                                                                   |
|                                                                   | Rhynchocyon stuhlmanni Matschie, 1893                                   | Congo-Kinshasa, Oeganda, mogelijk in de Centraal-Afrikaanse Republiek                                                       |                                                                   |
|                                                                   | Rhynchocyon udzungwensis Rathbun & Rovero, 2008                         | Tanzania |                                                                   |

## Relatie met de mens

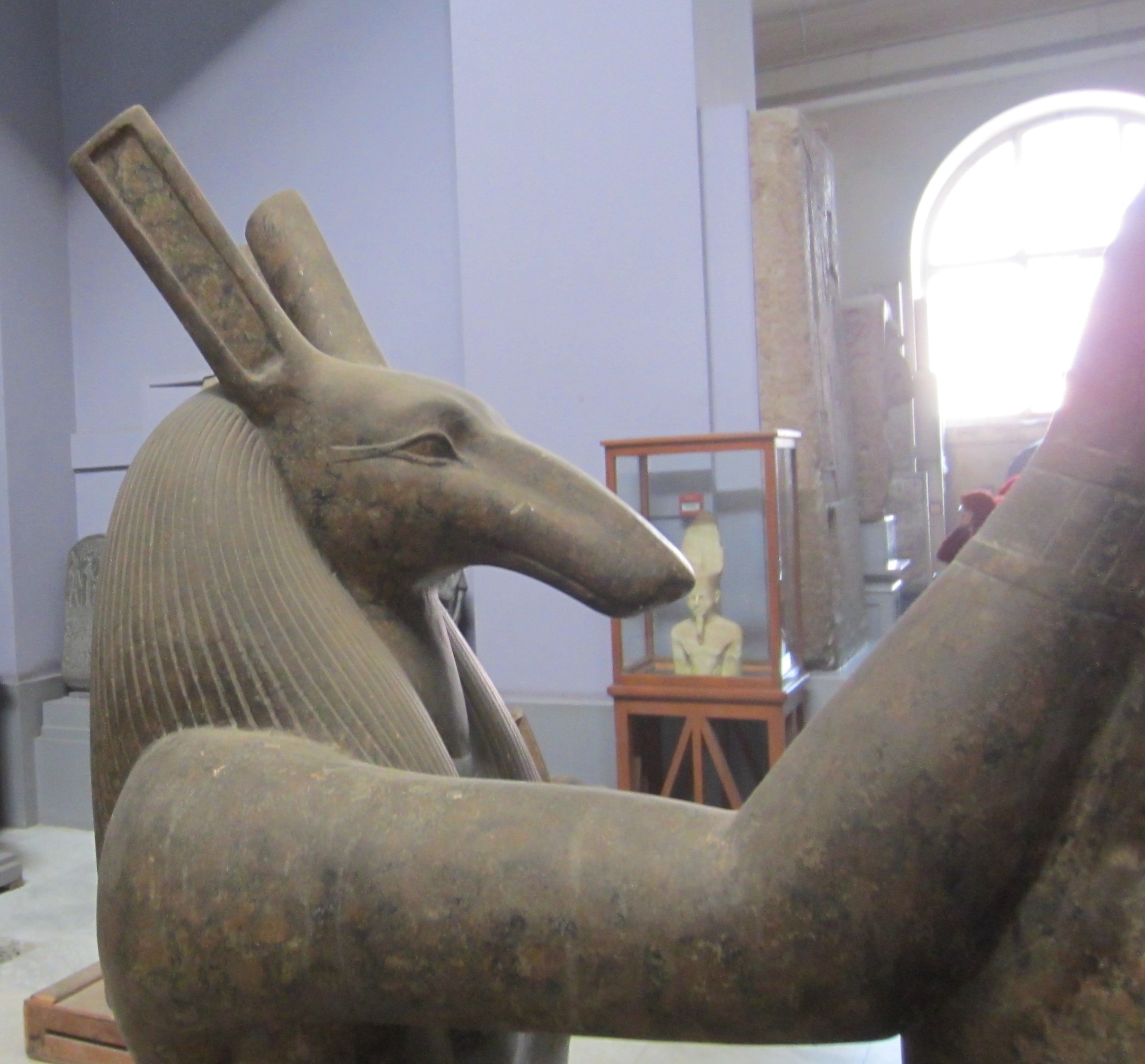
Onderzoekers identificeren de kop van de god Seth met de Noord-Afrikaanse olifantspitsmuis.

Door de internationale natuurbeschermingsorganisatie IUCN is aan alle soorten een beschermingsstatus toegewezen. De meeste springspitsmuizen zijn niet bedreigd; van de negentien soorten hebben er dertien de status 'veilig' (Least Concern of LC), vier soorten staan te boek als 'onzeker' (Data Deficient of DD) en de soort Rhynchocyon udzungwensis is ingedeeld als 'kwetsbaar' (Vulnerable of VU). Het goudstuitslurfhondje (Rhynchocyon chrysopygus) ten slotte is de enige soort die in de gevarenzone zit; deze soort wordt gezien als 'bedreigd' (Endangered of EN). Veel soorten worden bedreigd door menselijke activiteiten zoals ontbossing als gevolg van de houtkap maar ook door opzettelijk aangestoken bosbranden.
In de menselijke cultuurgeschiedenis spelen springspitsmuizen geen herkenbare rol, hoewel de Noord-Afrikaanse olifantspitsmuis mogelijk model heeft gestaan voor de kop van de Egyptische god Seth. Dat zou erop wijzen dat de soort vroeger een veel groter verspreidingsgebied kende.
Springspitsmuizen worden door de lokale bevolking gevangen voor menselijke consumptie. Hiertoe worden vallen en strikken geplaatst op hun looppaadjes. Springspitsmuizen zijn moeilijk in leven te houden, ze zijn schuw en verdragen gevangenschap slecht. Springspitsmuizen leven in het wild hooguit enkele jaren, maar in gevangenschap kunnen ze aanzienlijk ouder worden. Een Zuid-Afrikaanse olifantspitsmuis bereikte in gevangenschap een leeftijd van meer dan negen jaar. Voor zover bekend is de hoogste leeftijd die een springspitsmuis (een goudstuitslurfhondje) in menselijke gevangenschap heeft bereikt meer dan elf jaar.